# Георгије Ђурковић
Георгије Ђурковић (XIX  век) био је српски портретни сликар из Угарске.

## Уметничко дело
Сачуван је Ђурковићев портрет Антонија Бранковића, архимандрита манастира Хопово и Гргетег (1829). Овај портрет је насликан у стилу бидермајера.